# المدورة (ملحان)

تعديل مصدري - تعديل

المدورة هي إحدى قرى عزلة العصافرة بمديرية ملحان التابعة لمحافظة المحويت، بلغ تعداد سكانها 281 نسمة حسب تعداد اليمن لعام 2004.